# Колокольчик алтайский
Колоко́льчик алта́йский (лат. Campanula altaica) — вид цветковых растений рода Колокольчик (Campanula) семейства Колокольчиковые (Campanulaceae), согласно другим источникам — подвид Campanula stevenii.

## Ботаническое описание
Многолетнее травянистое растение 15—50 см высотой. Стебли голые, очень редко опушенные у основания. Листья плотные, сизовато—зелёные. Прикорневые и нижние стеблевые листья длинночерешковые, широколанцетные, пильчатые, 2—10 (11) см в длину и 0,5—2,5 см в ширину. Средние и верхние листья сидячие, более мелкие, острые, линейно-ланцетные, почти цельнокрайние.
Цветки одиночные или собраны в редкую щитковидную кисть по 2—5, на длинных цветоножках. Венчик светло-лиловый, широко воронковидный, до 5 см в диаметре, в 2—2,5 раза длиннее чашечки, надрезанный до половины или до 2/3 своей длины на яйцевидные заострённые лопасти. Чашечка коническая, расширенная сверху, голая, с линейно-ланцетными долями. Рылец 3; они длинные, наверху дуговидно изогнуты.
Цветение в июне.
Плод — коробочка, вскрывающаяся дырочками. Семена эллиптической формы, с боков приплюснутые, 1—1,2×0,4—0,5 мм, с гладкой блестящей поверхностью, окрашенной в светло-коричневый цвет.

## Распространение и местообитание
Колокольчик алтайский — восточноевропейско-азиатский вид: встречается на Украине, в Северном Казахстане, Монголии.
В России произрастает на юге европейской части, в предгорьях Северного Кавказа и лесостепях Западной Сибири (Томская, Новосибирская, Кемеровская область, Алтайский край, Республика Алтай).
Растёт на чернозёмах в луговых степях, по остепнённым лугам и опушкам, на открытых склонах.

## Охрана
В ряде субъектов Российской Федерации вид взят под охрану. Он включён в Красные книги Ростовской, Рязанской и Московской областей, предложен для включения в Красную книгу Тульской области. Основными причинами сокращения численности является уничтожение местообитаний вида: распашка лугов, выпас скота.

## Хозяйственное значение и применение
Возможно выращивание в качестве декоративного садового растения.

## Таксономия
В настоящее время колокольчик алтайский принимается либо в качестве подвида колокольчика Стевена (Campanula stevenii) — Campanula stevenii subsp. altaica (Ledeb.) Fed., 1973, либо самостоятельным видом Campanula altaica. Другими синонимами этого названия являются:
- Campanula infundibulum Ledeb., 1829, nom. illeg.
- Campanula simplex O.Fedtsch. & B.Fedtsch., 1909, nom. illeg.
- Campanula stevenii var. sibirica A.DC., 1830
- Campanula uralensis Nevski ex B.Fedtsch., 1933, nom. inval.
- Neocodon altaicus (Ledeb.) Kolak. & Serdyuk., 1984